# Lehe (Basse-Saxe)
Pour les articles homonymes, voir Lehe.
Lehe est une commune allemande de l'arrondissement du Pays de l'Ems, Land de Basse-Saxe.

## Géographie
Lehe se situe au bord de l'Ems.
|       | Papenburg |         |
| Heede | Lehe      | Neulehe |
|       | Dörpen    |         |

## Histoire
Lehe est mentionné pour la première fois en 1400. Les serfs Herman Griep et Coip van Hede sont jugés devant le tribunal d'Aschendorf. Herman Griep a bien racheté son servage, ce qu'admet le juge Sweder Rorynck.
Le nom de Lehe viendrait des Goths.
Pendant la Seconde Guerre mondiale, Lehe est presque complètement détruit. Après que les soldats allemands ont fait sauter le pont sur le Küstenkanal en avril 1945, les troupes alliées britanniques, canadiennes et polonaises, interrompues dans leur course, se servent de pontons pour le franchir. Trois troupes blindées allemandes ripostent alors et détruisent le village. Les habitants s'enfuient dans les villages voisins de Neulehe et Ahlen.

## Infrastructure
La Bundesstraße 70 et la Bundesstraße 401 se croisent sur le territoire de Lehe.

## Source, notes et références
- (de) Cet article est partiellement ou en totalité issu de l’article de Wikipédia en allemand intitulé « Lehe (Emsland) » (voir la liste des auteurs).